# Oto Francisco da Áustria
Oto Francisco da Áustria (em alemão: Otto Franz Joseph Karl Ludwig Maria von Österreich; Graz, 21 de abril de 1865 — Viena, 1 de novembro de 1906), também conhecido como "o Belo" ou "o Belo Arquiduque", foi um Arquiduque da Áustria, segundo filho do arquiduque Carlos Luís da Áustria e de sua segunda esposa, a princesa Maria Anunciata das Duas Sicílias, sendo assim irmão mais novo do arquiduque Francisco Ferdinando cujo assassinato levou ao inicio da Primeira Guerra Mundial. Era também pai de Carlos I, último imperador da Áustria.

## Família
Oto Francisco era o segundo filho do arquiduque Carlos Luís da Áustria e da sua segunda esposa, a princesa Maria Anunciata das Duas Sicílias. Era sobrinho do imperador Francisco José I da Áustria e do imperador Maximiliano do México. Os seus avós paternos eram o arquiduque Francisco Carlos da Áustria e a princesa Sofia da Baviera. Os seus avós maternos eram o rei Fernando II das Duas Sicílias e a arquiduquesa Maria Teresa Isabel da Áustria.

## Casamento e descendência

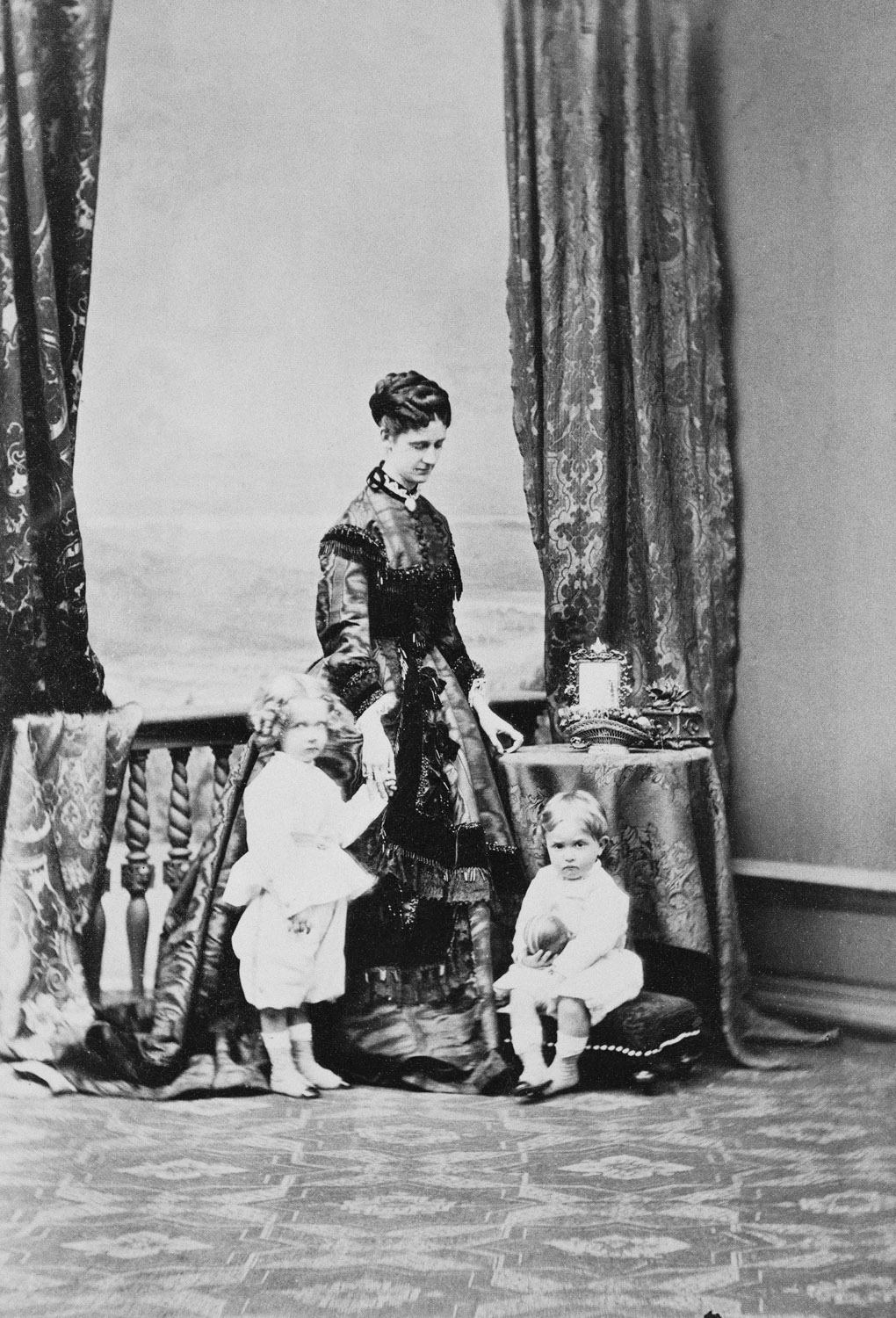
Oto com a mãe Maria e o irmão Francisco Fernando.

No dia 2 de outubro de 1886, Oto casou-se com a princesa Maria Josefa da Saxónia, filha do rei Jorge da Saxónia. Tiveram dois filhos:
- Carlos I da Áustria (17 de agosto de 1887 – 1 de abril de 1922), último imperador da Áustria, casado com a princesa Zita de Bourbon-Parma; com descendência.
- Maximiliano Eugénio da Áustria (13 de abril de 1895 – 19 de janeiro de 1952), casado primeiro com a princesa Francisca de Hohenlohe-Waldenburg-Schillingsfürst; com descendência; casado depois com a condessa Ludmilla von Galen; com descendência.

Contudo, o casamento foi infeliz já que Oto traiu a esposa várias vezes. De uma das suas amantes, Marie Schleinzer, teve dois filhos:
- Alfred Joseph von Hortenau (10 de novembro de 1892 – 1957)
- Hildegard von Hortenau (7 de março de 1894 –)

## Morte
Oto esteve doente nos últimos dois anos da sua vida, tendo-se retirado quase completamente da vida pública. Passou o seu primeiro ano de doença no Egipto, mas as melhoras que teve foram temporárias, por isso regressou à Áustria onde passou os seus últimos meses gravemente com uma forma incurável de doença de Sífilis.

## Rumor
Oto era conhecido por Otto der Schöne ("Otto o bonito"). É lembrado devido a uma história muito conhecida na época que dizia que o arquiduque tinha sido visto num corredor do Hotel Sacher, prestes a entrar no quarto de uma senhora, completamente nu à excepção de uma espada que levava à cintura. [carece de fontes?]